# Iekaterina Kovalévskaia
Iekaterina Kovalévskaia (rus: Екатерина Ковалевская; Rostov del Don, 17 d'abril de 1974) és una jugadora d'escacs russa que té els títols de Mestre Internacional des de 2004 i de Gran Mestre Femení des de 1998.
A la llista d'Elo de la FIDE del desembre de 2021, hi tenia un Elo de 2364 punts, cosa que en feia la jugadora número 279 (en actiu) de Rússia, i la número 96 del rànquing mundial femení. El seu màxim Elo va ser de 2471 punts, a la llista del l'octubre de 2004.

## Resultats destacats en competició
Kovalévskaia va guanyar el Campionat de Rússia d'escacs femení el 1994, i va repetir títol el 2000. Fou finalista al Campionat del món d'escacs femení de 2004. Aquest resultat li va permetre d'obtenir el títol de Mestre Internacional.
Va guanyar la medalla de plata al Campionat d'Europa femení individual els anys 2000 (la campiona fou Natàlia Júkova, i 2001 (la campiona fou Almira Skripchenko).
Ha jugat representant Rússia a les Olimpíades d'escacs de 1994, 1998, 2000, 2002, 2004 i 2006, al Campionat del món femení per equips de 2007 i 2009 i al Campionat d'Europa femení per equips de 2005 i 2007.